# Sint-Gertrudiskerk (Bergen op Zoom)
De Sint-Gertrudiskerk is een rooms-katholiek kerkgebouw aan de Grote Markt van de Nederlandse plaats Bergen op Zoom (provincie Noord-Brabant).
De toren van de kerk heet in de volksmond ook wel 'De Peperbus'. Een oude legende verhaalt over de Heilige Sint Gertrudis, abdis van de abdij in Nijvel, die in 654 de kerk zou hebben gesticht.

## Geschiedenis

### Romeinse tijd
In de Romeinse tijd was de locatie ook al van belang. Achter de huidige locatie lag in die tijd een vennetje. Daar offerden de Romeinen amfora's, een soort kruiken. Er zijn vrij veel scherven gevonden. Na analyse bleek dat de amfora's gemaakt waren uit klei uit de omgeving, waar eeuwen later het Bergs aardewerk mee gemaakt zou worden. Er zijn daarentegen ook een aantal resten van beeldjes en reliëfs gevonden van Keltische en Germaanse goden. 

### Kerk

#### Het begin
Het oudste deel van de kerk is de romp van de toren, die dateert van rond 1370. Deze moet hebben behoord bij een waarschijnlijk in de veertiende eeuw gebouwde en vervolgens in de vijftiende eeuw veranderde kerk. In deze kerk werd in 1442 een seculier kapittel gevestigd. Eind 15e eeuw waren de koorleiders en componisten Jacob Obrecht en Paulus de Roda enige tijd aan dit kapittel verbonden. Een halve eeuw later was Servaes van der Meulen organist in Bergen op Zoom.

#### Nieuw Werck
Het huidige kerkgebouw, voltooid in 1477, is ontworpen door Everaert Spoorwater. Hij ontwierp een nieuw koorgedeelte met kooromgang, straalkapellen en zijkapellen in het schip in de stijl van de Brabantse gotiek. In 1489 diende Antoon I Keldermans, bouwmeester van onder meer het Markiezenhof, een ontwerp in voor de uitbreiding van de kerk in laatgotische stijl. Dit nieuwe deel zou het Nieuwe Werck gaan heten. Hiermee had de Sint-Gertrudiskerk kunnen uitbreiden tot een van de grootste kerken van de Lage Landen. Helaas werd de bouw door geldgebrek halverwege stilgelegd, om nooit meer afgemaakt te worden. Het deel dat al gebouwd was werd eeuwenlang verwaarloosd tot ruïne. Ondanks voortdurend geldgebrek werden een nieuw koor en een nieuw transept gerealiseerd.

#### Oorlog
In 1580, tijdens de Tachtigjarige Oorlog, werd de kerk geplunderd en daarna gebruikt als militaire opslagplaats. In 1586 werd de kerk ingericht voor de hervormden. Het nieuwe koor en transept werden afgesloten en in 1698 afgebroken. Zo bleef van het tweede transept slechts een zijbeuk over. Het vrijkomend materiaal werd gebruikt voor de aanleg van vestingwerken.
Bij de beschieting van Bergen op Zoom door de Fransen in 1747 is de kerk grotendeels verwoest. De in 1750 naar ontwerp van David van Stolk begonnen herbouw droeg een sober karakter. De kerk werd 9 meter lager herbouwd. De toren kreeg de huidige bekroning.

#### Hervormde gemeente
Van 1586 tot 1966 had de hervormde gemeente dit gebouw in bezit. De hervormden, die de kerk vanaf 1586 in gebruik hadden, hoefden deze tijdens de Franse tijd niet terug te geven aan de katholieken. De hervormden handhaafden met succes de aanspraak op de kerk met als argument dat deze na 1747 herbouwd was voor het gebruik door de hervormde gemeente. De herbouw werd destijds overigens niet bekostigd uit de kas van de hervormde gemeente maar uit de opbrengst van een - in 1749 gehouden - (huis-aan-huis) collecte in de Republiek en de Generaliteitslanden. Nadat Koning Willem I begin jaren 20 van de negentiende eeuw ruime financiële steun toezegde voor de bouw van een nieuwe katholieke kerk aan de Grote Markt staakten de katholieken de strijd voor teruggave van het gebouw.
De hervormden bleven heer en meester in hun Grote Kerk en in de jaren 50 en 60 van de twintigste eeuw ging men dat meer en meer betreuren. Het bleek een onmogelijke opgave om dat grote gebouw te restaureren en te blijven gebruiken. In 1966 werd de kerk overgedragen aan de gemeente. De overheid zou gaan restaureren en dan werd er wel naar nieuw gebruik gezocht.

#### Brand
In april 1972 werd de kerk getroffen door een grote brand. Het gehele interieur inclusief het 18e-eeuwse pijporgel van Del Haye ging verloren. Na de brand werd de reeds gestarte restauratie voortgezet. De topgevels, daken en houten tongewelven boven het schip, die bij de brand verloren waren gegaan, werden uit kostenoverwegingen vervangen door een platte stalen dakconstructie. Van het transept en koor werden de tongewelven en daken wel hersteld. Over wat er daarna moest gebeuren overlegde de gemeente Bergen op Zoom met de katholieke parochies en de voormalige eigenaresse, de hervormde gemeente. Het plan, voor sommigen met een beetje pijn, kwam op het volgende neer: De gemeente zou het gebouw in eigendom en dus in onderhoud houden. Twee parochies in het centrum van de stad zouden gaan fuseren, hun gebouwen afstoten en hoofdgebruiker worden van de Sint-Gertrudiskerk. Zij betalen het verwarmen van de kerk en wat klein onderhoud. En de hervormde gemeente kreeg een beperkt gebruiksrecht.
Het grote voordeel van deze overeenkomst was dat de lege gerestaureerde kerk in 1 keer gemeubileerd zou worden met de inboedel die uit de beide katholieke kerken zou overblijven, waaronder twee kansels, bijzondere Vlaamse biechtstoelen, een Ibach pijporgel uit 1863 en een nog ouder koororgel. Het Ibachorgel moet grondig gerestaureerd worden, waarvoor de Stichting Restauratie Ibachorgel Bergen op Zoom in het leven is geroepen. Geraamde kosten liggen in de orde van € 1.000.000. De 18de-eeuwse eikenhouten communiebank en biechtstoel zijn afkomstig uit de in 1830 geheel vernietigde voormalige Sint-Michaelsabdij in Antwerpen, deze was in 1796 reeds als abdij gesloten en deed dienst als militaire opslagplaats.
In 1987 werd de kerk opnieuw ingewijd door de bisschop van Breda Mgr. H. Ernst en in gebruik genomen.

## Interieur
In kerk zijn onder andere te zien het bronzen Gertudisbeeld van Sint Gertrudis en glas en lood ramen, twee kansels, drie bijzondere Vlaamse biechtstoelen en een Ibach pijporgel uit 1863. Ook zijn er enkele grafmonumenten en zijn er diverse kerkelijke gebruiksvoorwerpen in vitrines te zien.

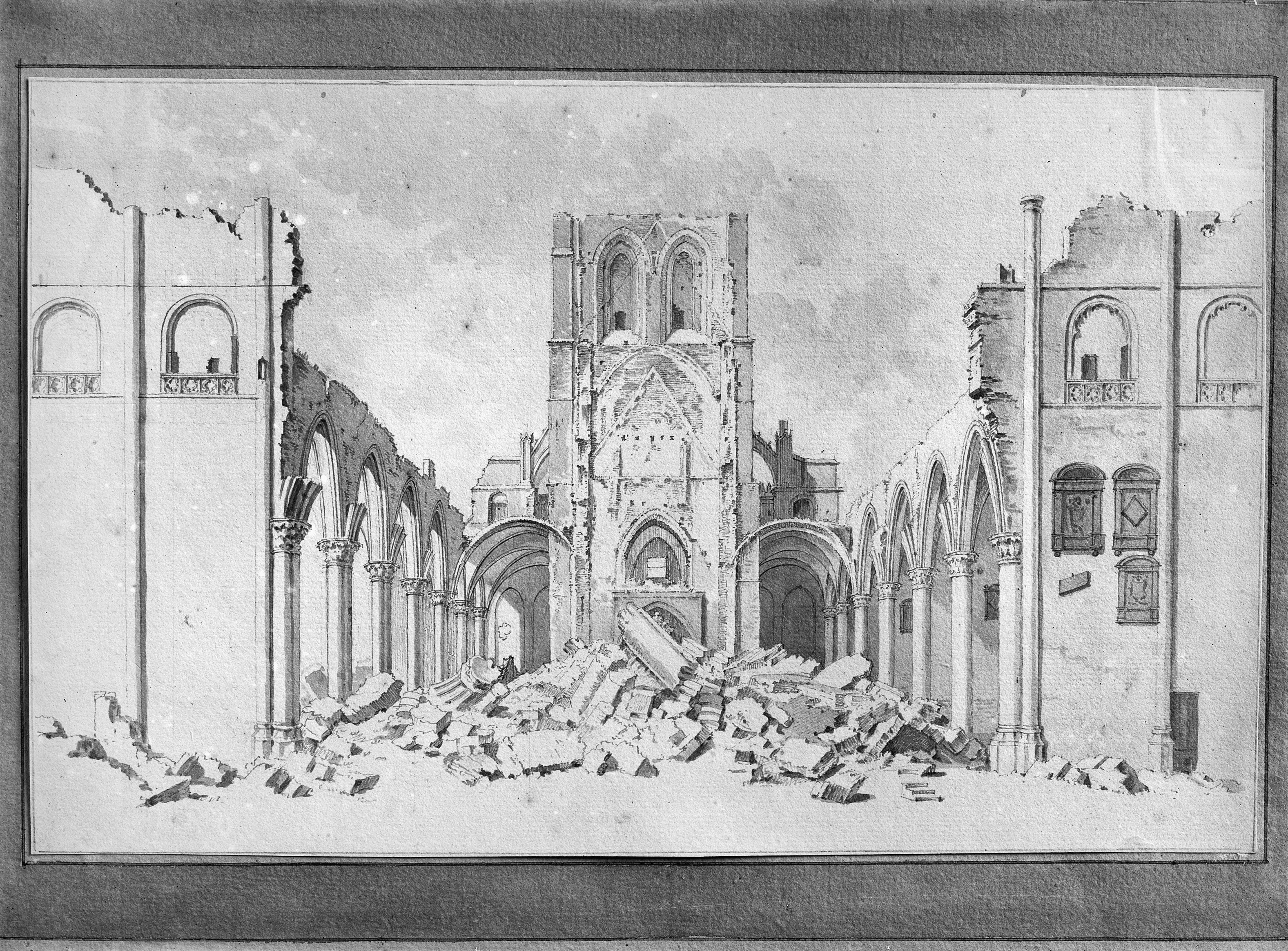
Verwoeste kerk vlak na 1747 (18e-eeuwse gewassen tekening )
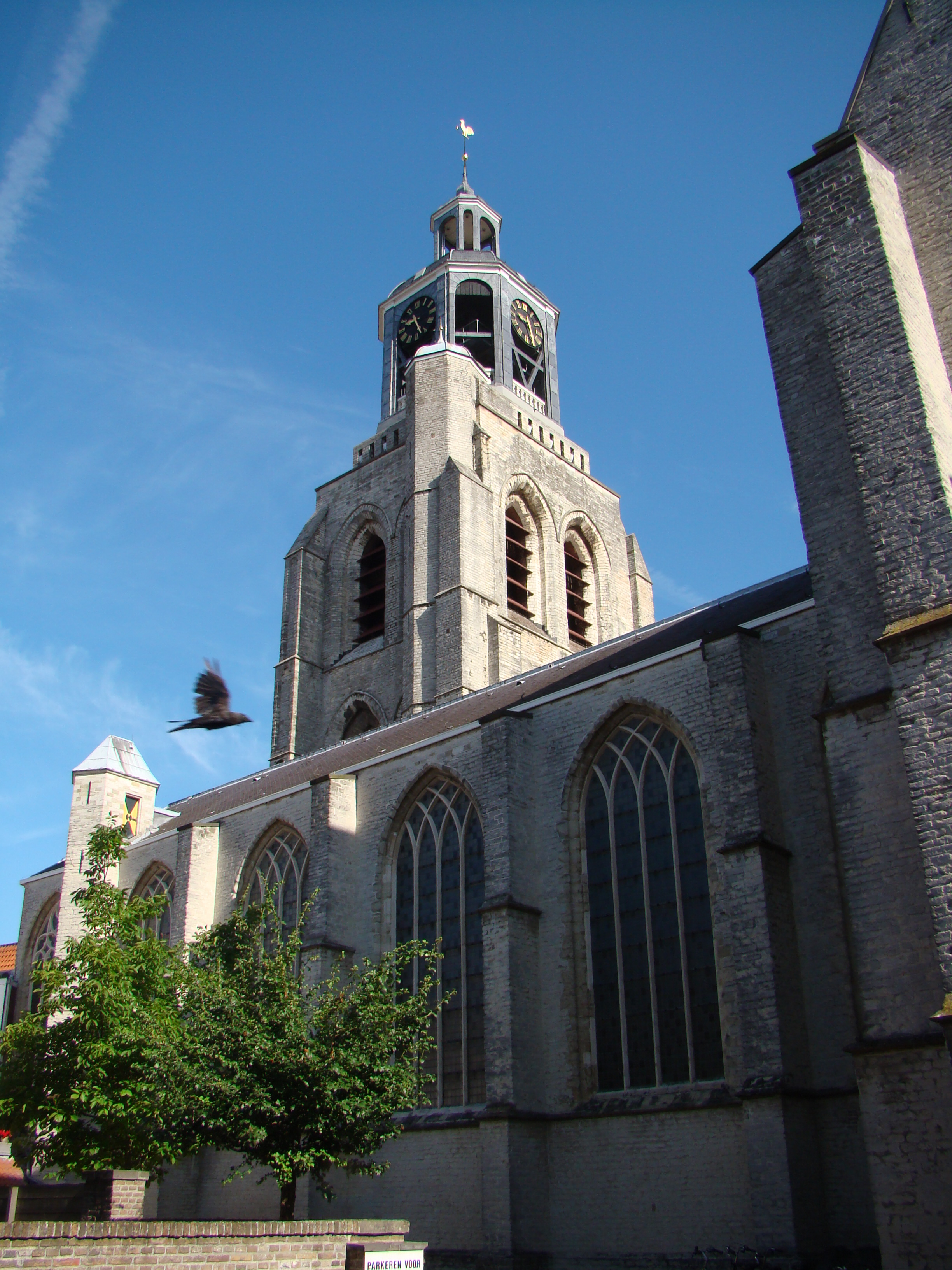
Toren en zij-aanzicht van de Sint-Gertrudiskerk
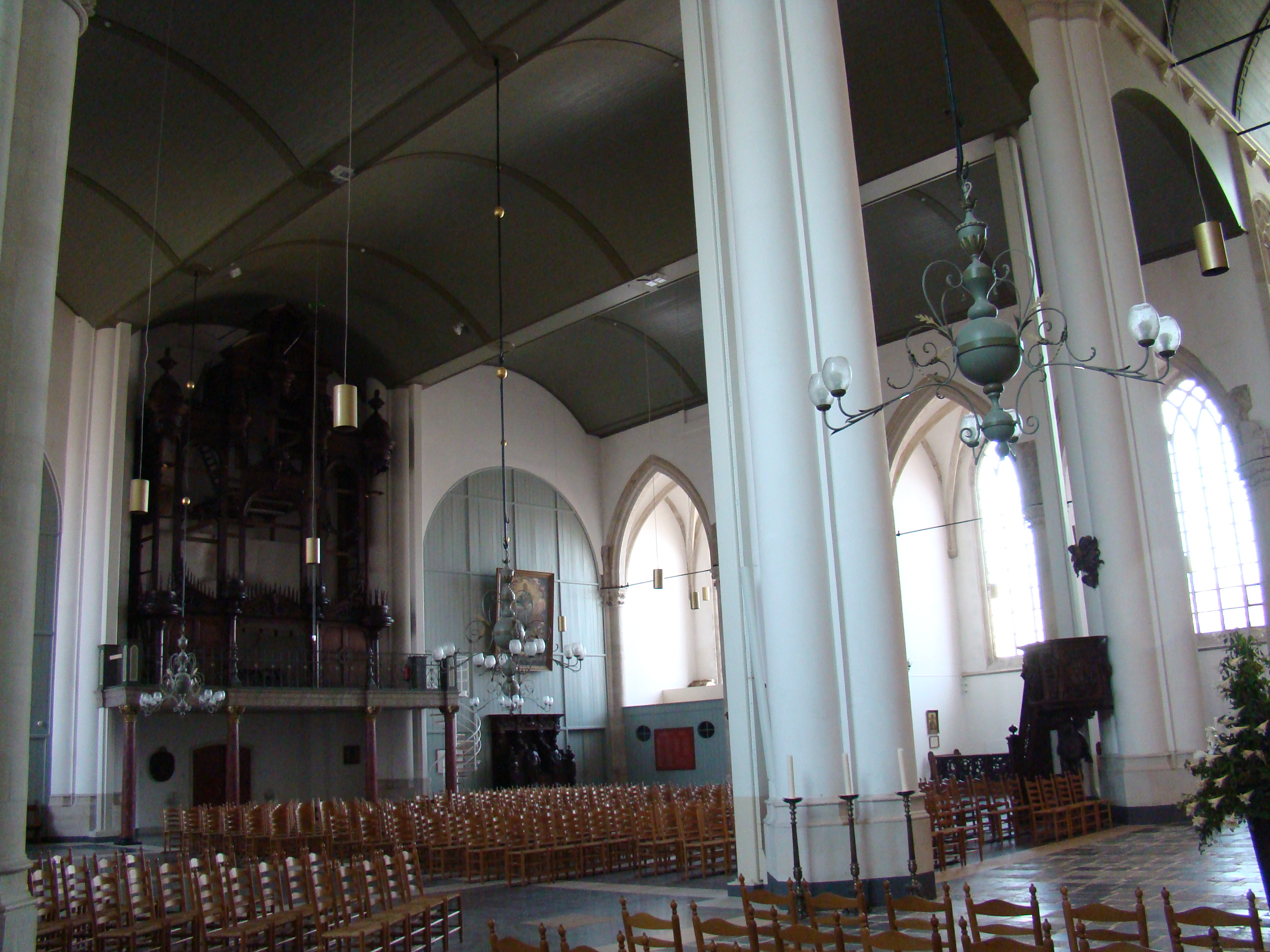
Interieur van het schip van de kerk met het Ibach-orgel
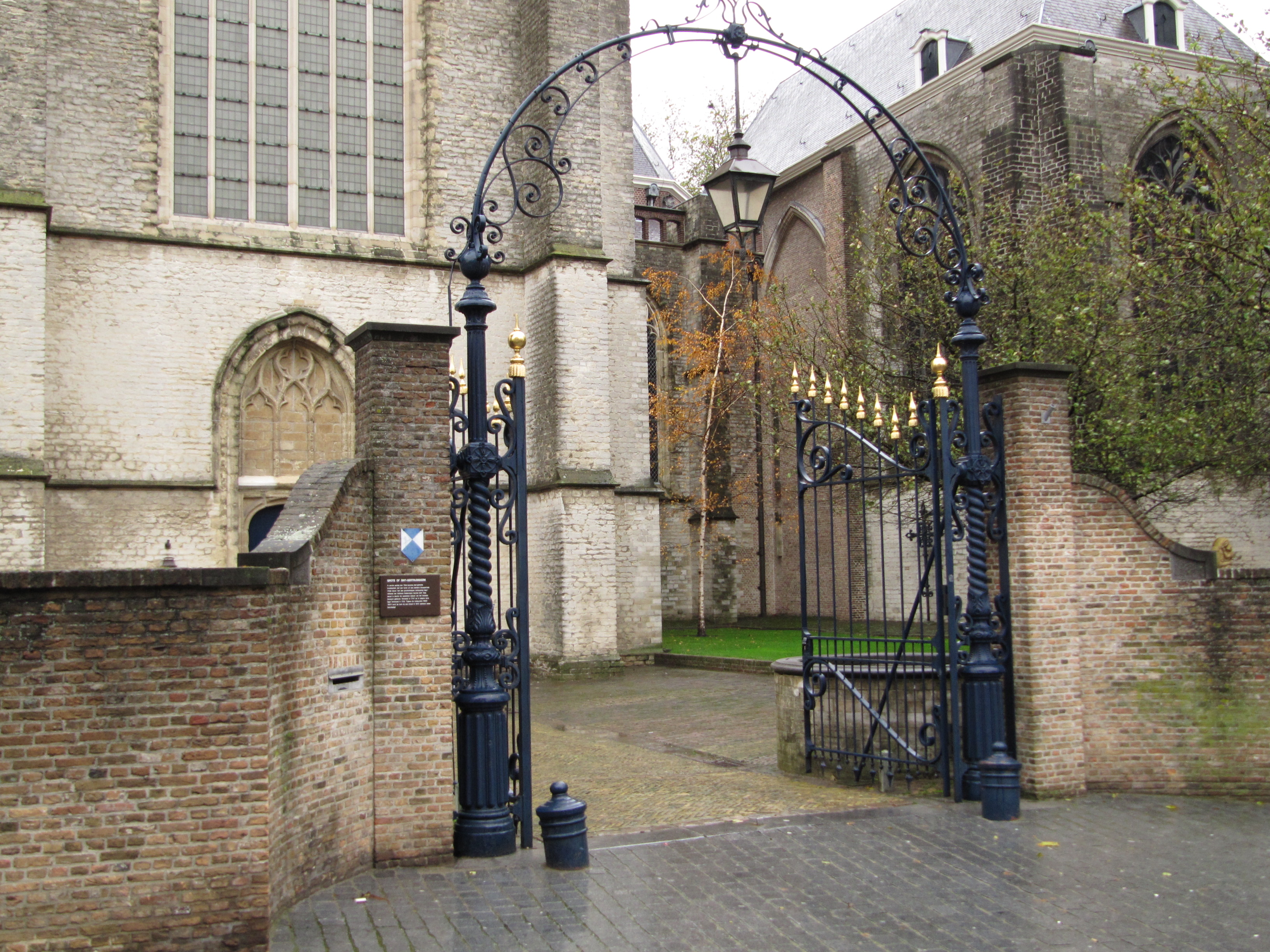
Monumentaal toegangshek aan de Kerkstraat
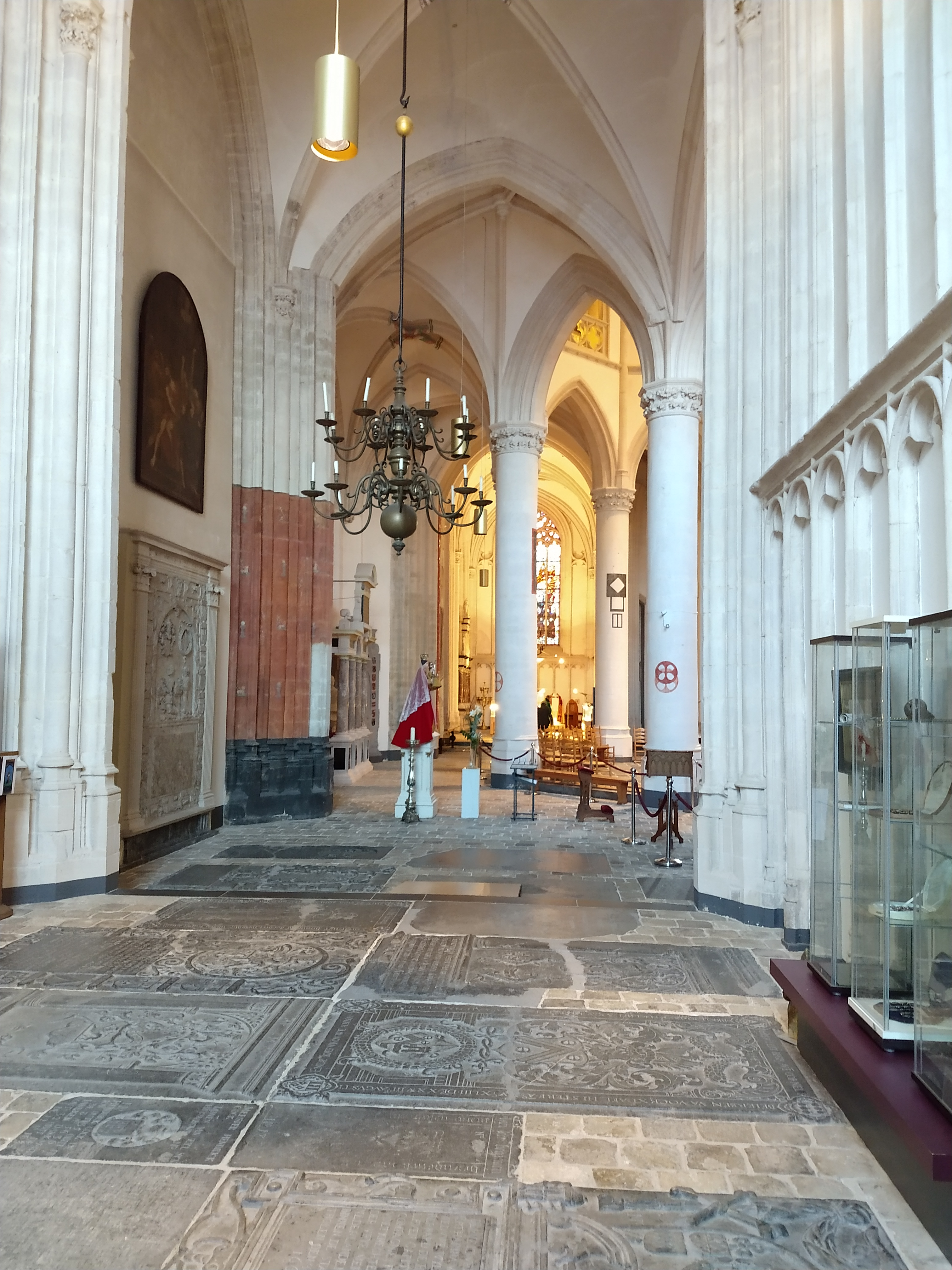
De tweede dwarsbeuk achter het koor

## Heden
De kerk werd in de tweede helft van de 20e eeuw weer teruggegeven aan de katholieke gemeenschap en is nu een van de van de twee kerken van de Lievevrouweparochie. De parochie heeft de kerk aangemerkt als stadskerk. In deze kerk vinden bijzondere vieringen plaats zoals vieringen rondom vastenavend (oecumenisch), dodenherdenking (oecumenisch), jazzweekend (oecumenisch) en Maria Ommegang. De andere kerk van de parochie, de onze lieve vrouw van Lourdes kerk is de parochiekerk, waar onder andere het paastriduum plaatsvindt. In het weekeinde is er een viering en incidenteel vinden er ook andere oecumenische vieringen plaats. De kerk leent zich uitstekend voor grote en kleinere concerten. Er is een uitstekende akoestiek. Voor dit soort concerten wordt de kerk "omgedraaid", wat inhoudt dat het concertpodium onder het Ibachorgel wordt geplaatst en alle stoelen in de kerk omgedraaid worden. HMR Hortus Musicus Religiosus is het vaste koor van de kerk en geeft jaarlijks diverse concerten. Daarnaast wordt onder meer eens per 2 jaar de Matthäuspassion van Bach uitgevoerd door het Concertkoor van Bergen op Zoom.